# Église Notre-Dame de Bénouville
L'église Notre-Dame aussi appelée église Notre-Dame du port est une église catholique située à Bénouville, en France.

## Localisation
L'église est située dans le département français du Calvados, sur la commune de Bénouville.

## Historique
Les navires abordaient à Bénouville qui était également dénommée Portus et cet aspect perdure dans le nom usité parfois de Notre-Dame du port. L'église est datée de la seconde moitié du XIIe siècle : le chœur est de la fin du XIIe siècle selon Arcisse de Caumont, et la nef du XVIe siècle selon le même auteur.
La cure était pourvue par l'abbaye de la Trinité de Caen.
L'édifice est classé au titre des monuments historiques le 4 octobre 1932.

## Architecture
Dans l'église sont visibles deux inscriptions, l'une datée du XVIe siècle et l'autre du XVIIIe siècle.

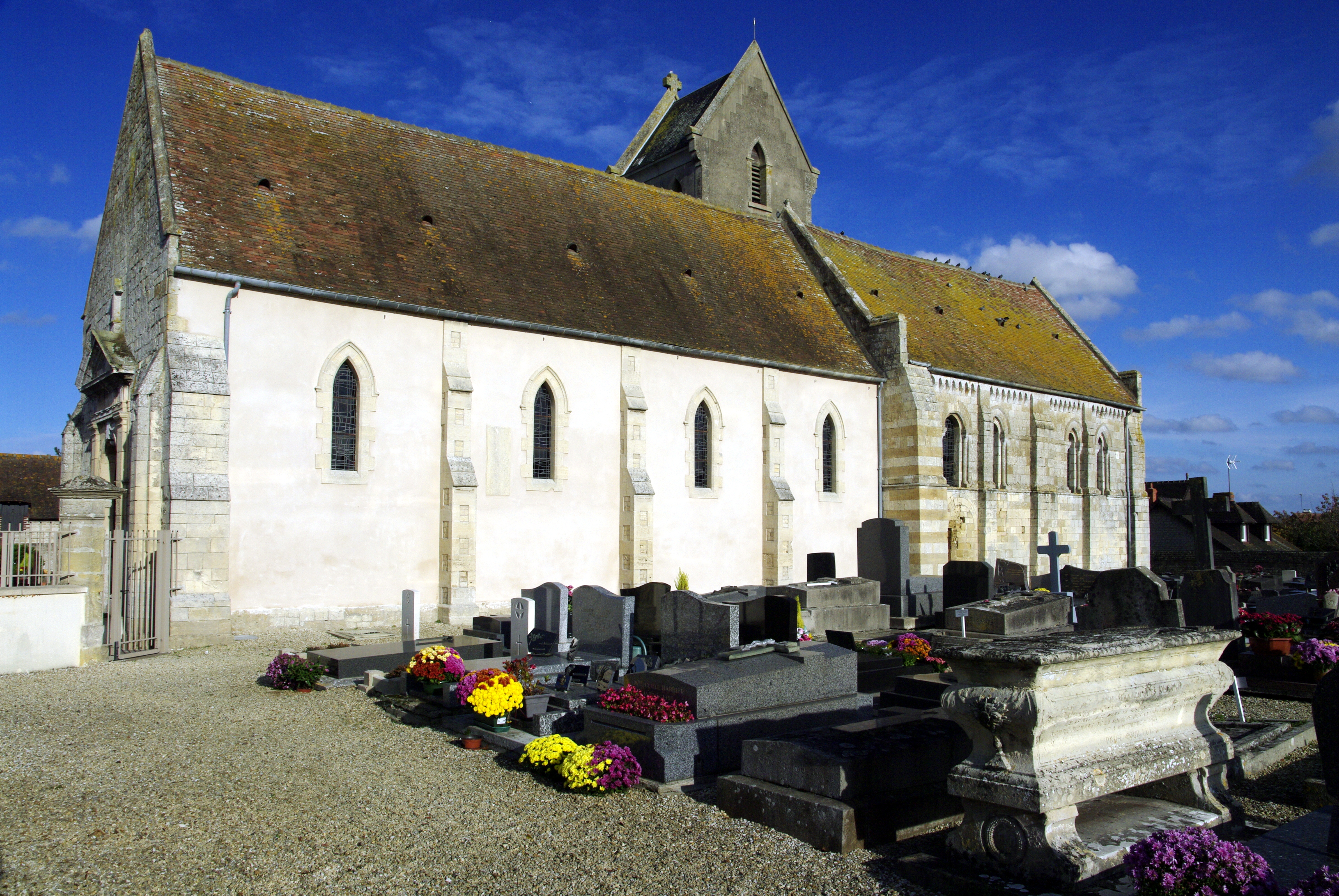
Vue extérieure
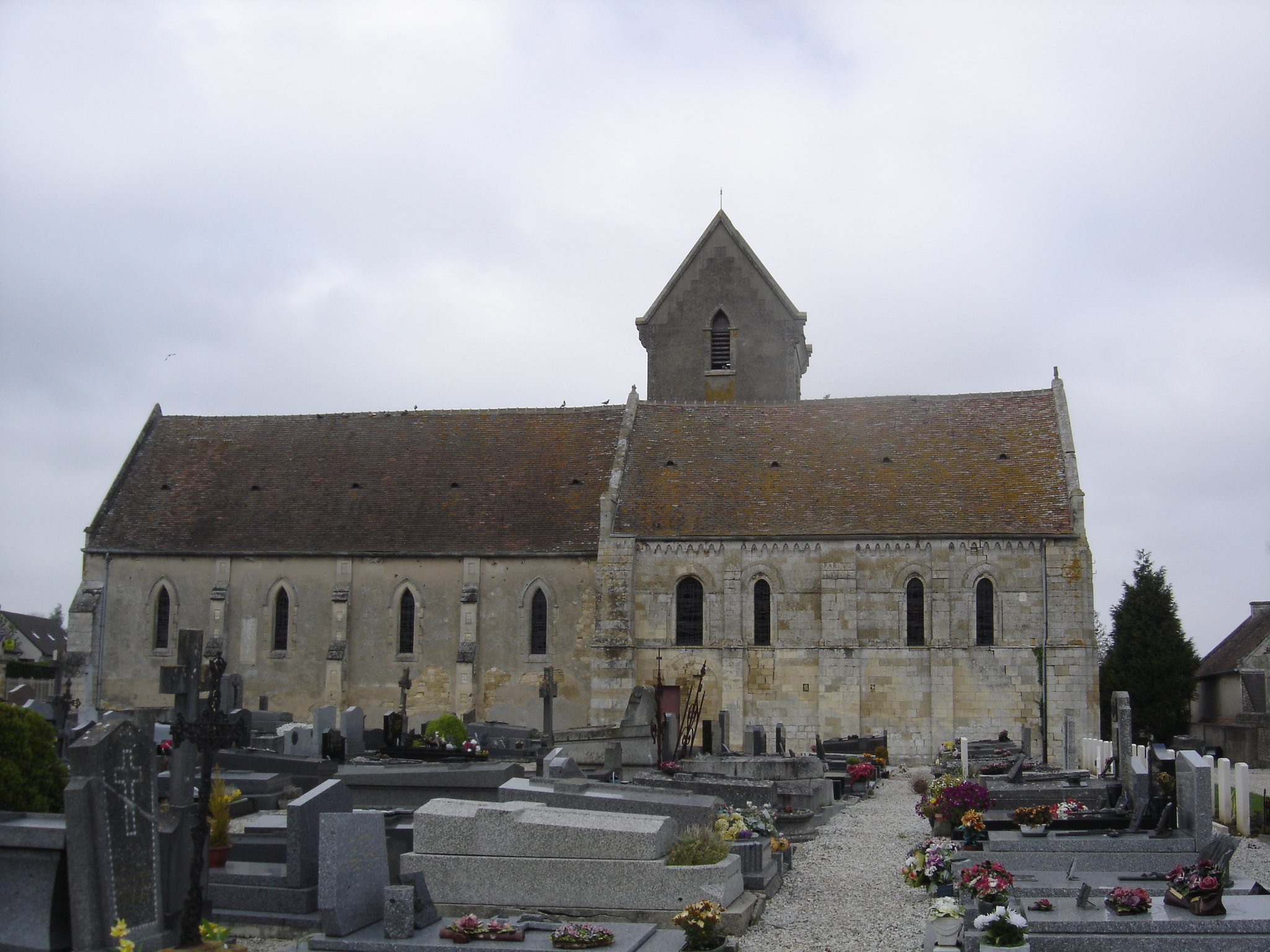
Vue extérieure
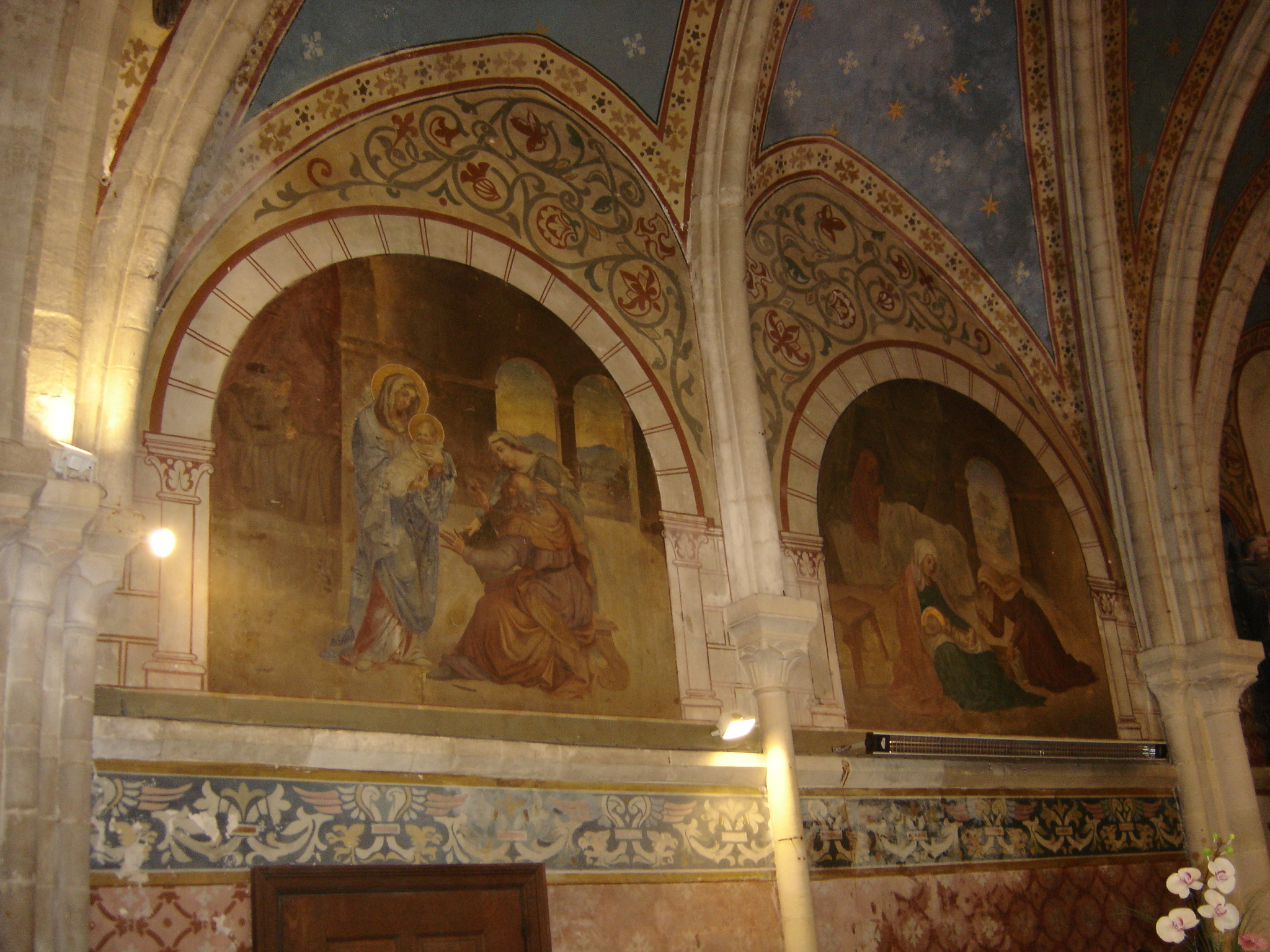
Peintures murales